# Ивановское (село, Переславский район)
Ива́новское — село в Переславском районе Ярославской области при речке Нилке.
Постоянное население на 1 января 2007 года — 28 человек.

## История
В 1556 году царь Иван Грозный дал крестьянам своего дворцового подклетного села Ивановского уставную грамоту, по которой освободил их от суда ключников, позволив им выбирать судью.
В 1568 году село Ивановское чрез боярина Никиту Романовича Юрьева было пожаловано Переславскому Фёдоровскому монастырю, которому принадлежало до секуляризации 1764 года.
Церковь великомученика Георгия в селе Ивановском известна с 1628 года. В 1715 году построена новая деревянная церковь того же имени.
В 1791 году начат постройкою каменный храм, который освящён в 1794 году, а придельный храм в 1802 году. В 1888 году церковь была
расширена: с южной стороны пристроен ещё придел. — Итак, в храме три престола: в холодной во имя святого великомученика Георгия, в приделах тёплых во имя Обновления Храма Воскресения Христова в Иерусалиме и во имя святого Николая Чудотворца.
В селе было две школы грамоты.
- Церковь в селе Ивановском (декабрь 2018 г.)
- Вид со стороны алтаря
- Остатки росписи на стенах
- Колокольня.

## Население
| 1859 | 1897 | 1905 | 1926 | 2007 | 2010 |
| ---- | ---- | ---- | ---- | ---- | ---- |
| 567  | ↗576 | ↗592 | ↗749 | ↘28  | ↘17  |